# Mario Colín Sánchez
Mario Colín Sánchez (Atlacomulco, Estado de México, México. 22 de junio de 1922 - Cuernavaca, México. 25 de marzo de 1983) fue un escritor, político y abogado mexicano.

## Primeros años
Mario Paulino Colín Sánchez nació el 22 de junio de 1922 en Atlacomulco, Estado de México. Fue hijo de María de Jesús Sánchez y de Pedro Gaspar Colín Monroy y hermano de Guillermo Colín Sánchez. Estudió parte de la primaria en Temascalcingo y posteriormente en la Ciudad de México, donde también cursó la secundaria. En 1940 ingresa a la Escuela Nacional Preparatoria, donde conoció a varios de los principales intelectuales de la época, entre ellos Isidro Fabela, José Vasconcelos, Antonio Caso, Manuel M. Ponce y Salvador Azuela.
En 1942 entró a la Facultad de Jurisprudencia de la Universidad Nacional Autónoma de México, donde compartió clases con Víctor Manzanilla Schaffer y Héctor Fix Zamudio. Fue parte del movimiento de protesta universitario de 1944 en contra del rector Rodulfo Brito Foucher por la inconformidad ante el nombramiento de nuevos directores en tres facultades. Mario Colín se destacó por la escritura de diversos textos para apoyar las manifestaciones, incluyendo una oración fúnebre en honor a un estudiante fallecido durante las protestas.

## Trayectoria política
Mario Colín fue miembro del Partido Revolucionario Institucional. De 1947 a 1950 fue diputado del Congreso del Estado de México en la XXXVII legislatura en representación del distrito de Sultepec. También fue secretario particular del gobernador del Estado de México, Alfredo del Mazo Vélez, gerente de la fiduciaria del estado y director del Instituto Científico y Literario de Toluca. Adicionalmente fue nombrado juez de primera instancia del ramo civil y encargado del Registro público de la propiedad y del comercio en Tlalnepantla.
De 1955 a 1958 fue diputado federal en la XLIII Legislatura del Congreso de la Unión en representación del distrito 3 del Estado de México, con cabecera en Atlacomulco. Durante la gubernatura de Carlos Hank González fue representante del gobierno del Estado de México ante el Distrito Federal. De 1970 a 1973 volvió a ser diputado federal, representando en la XLVIII Legislatura al distrito 8 del Estado de México, con cabecera en Texcoco.

## Trabajo cultural
Mario Colín impulsó la creación de la Casa de Cultura de Atlacomulco, así como otros 18 sitios similares a lo largo del Estado de México. Fue supervisor de la Campaña Nacional de Alfabetización en los estados de Jalisco, Nayarit y Sinaloa. Adicionalmente fue secretario de educación, cultura y bienestar social del estado de San Luis Potosí. En 1974 impulsó la creación de la Rotonda de los Hombres Ilustres del Estado de México.
De 1948 a 1982 editó cerca de 460 libros referentes a temas de estudio sobre el Estado de México. Estos incluyen 13 libros sobre folclore y biografías, editados de 1948 a 1950; 7 libros como Director del Instituto científico y litererio del Estado de México en 1952; 73 obras que conforman la colección Testimonios de Atlacomulco, cuya publicación inició en 1975; 117 textos sobre la historia del Estado de México y que conforman la colección Biblioteca Enciclopédica del Estado de México; 198 libros que se editaron durante su periodo como director de patrimonio cultural, de 1976 a 1981; y 6 libros que publicó siendo secretario de educación, cultura y bienestar social del Estado de México. Adicionalmente escribió 75 libros de compendios sobre investigaciones bibliográficas, antologías, poesía, relatos, folclore, asuntos jurídicos, escritos biográficos y políticos.
También contribuyó con la escritura de 47 prólogos a obras y fue redactor de los periódicos Novedades, El Nacional, El Sol de Toluca, El Diario de México y El Demócrata.

## Vida personal y muerte
Mario Colín fue el tercer esposo de la galerista y modelo María Asúnsolo. Murió asesinado el 25 de marzo de 1983 en Cuernavaca. El 22 de junio de 1991 su cuerpo fue trasladado a la Rotonda de los Hombres Ilustres del Estado de México.

## Obras
- Isidro Fabela, un gobernante intelectual (1942-1945). Toluca, México: Ediciones del Instituto Científico y Literario Autónomo del Estado de México. 1946. OCLC 970473979.
- José Enrique Salazar, benefactor de Almoloya de Alquiciras. México. 1948. OCLC 1086311952.
- Corridos de Tlatlaya y Amatepec. México: Cámara de Diputados de México. 1949. OCLC 651329779.
- Seis remembranzas. Atlacomulco, México: Imprenta Cervantes. 1956. OCLC 948334787.
- Antecedentes agrarios del municipio de Atlacomulco, Estado de México: documentos. México: Departamento de Asuntos Agrarios y Colonización. 1963. OCLC 651483718.
- Bibliografía general del Estado de México. México: Jus. 1964. OCLC 52263856.
- Toluca, crónicas de una ciudad : antología. México: Jus. 1965. OCLC 760518388.
- Homenaje a José María Velasco en Temascalcingo. México. 1967. OCLC 948436609.
- Índice de documentos relativos a los pueblos del Estado de México: Ramo de Indios del Archivo General de la Nación. México: Archivo General de la Nación. 1968. OCLC 192015.
- La imprenta en la región norte del Estado de México. México. 1969. OCLC 948283631.
- Una semblanza de Luis Echeverría. México. 1969. OCLC 2952918.
- El corrido popular en el Estado de México. México: Biblioteca Enciclopédica del Estado de México. 1972. OCLC 760518433.
- Hablo de mi tierra. México: Editorial Libros de México. 1972. OCLC 1141363.
- Maximino Ruiz y Flores, 1873-1973: (notas biogáficas). México: Editorial Libros de México. 1972. OCLC 4687051.
- Prisma de México. México: Secretaría de Hacienda y Crédito Público. 1972. OCLC 651405132.
- Semblanzas de personajes del Estado de México. México: Cuadernos del Estado de México. 1972. OCLC 48305580.
- Vocación al servicio del pueblo: (papeles de acción política). México: Casas. 1972. OCLC 434441570.
- Constituciones del Estado de México, 1827, 1861, 1870, 1917. México: Libros de México. 1974. OCLC 567441018.
- Trayectoria constitucional del Estado de México. México: Biblioteca Enciclopédica del Estado de México. 1974. OCLC 651370585.
- Agustín Millán. Toluca, México: Gobierno del Estado de México. 1977. OCLC 4239623.
- En la tribuna del periodismo. Toluca, México: Patrimonio Cultural y Artístico del Estado de México. 1977. OCLC 760143238.
- Instantáneas sobre los Mazahuas. México: Testimonios de Atlacomulco. 1977. OCLC 3997010.
- El municipio libre. México: Editorial Libros de México. 1978. OCLC 364491226.
- Retablos del Señor del Huerto que se venera en Atlacomulco. México: Gobierno del Estado de México, FONAPAS. 1981. OCLC 51603638.
- Tópicos culturales. Toluca, México: Gobierno del Estado de México, Patrimonio Cultural y Artístico. 1981. OCLC 54531447.